# Золотогорка (Вологодская область)
Золотогорка — деревня в Харовском районе Вологодской области.
Входит в состав Ильинского сельского поселения, с точки зрения административно-территориального деления — в Ильинский сельсовет.
Расстояние по автодороге до районного центра Харовска — 35 км, до центра муниципального образования Семенихи — 10 км. Ближайшие населённые пункты — Саматово, Золотава, Плешавка.
По переписи 2002 года население — 10 человек.